# 삶, 자유 그리고 행복의 추구
삶, 자유 그리고 행복의 추구(Life, Liberty and the pursuit of Happiness)는 미국 독립선언문의 유명한 문구이다. 이 문구는 선언문에서 창조주가 모든 인간에게 부여했으며 이를 보호하기 위해 정부가 창설된 양도할 수 없는 권리에 대한 세 가지 예를 제시한다. 독립선언문의 다른 원칙과 마찬가지로 이 문구도 법적 구속력은 없지만 널리 인용되어 정부 기반에 대한 영감으로 여겨졌다.

## 기원
미국 독립선언문은 토머스 제퍼슨이 초안을 작성한 후 제퍼슨, 존 애덤스, 벤저민 프랭클린, 로저 셔먼, 로버트 리빙스턴으로 구성된 5인 위원회에서 편집되었다. 이후 1776년 7월 4일 제2차 대륙회의 전체 위원회에서 편집되어 채택되었다. 독립선언문 첫 번째 조항의 두 번째 문단에는 "생명, 자유, 행복 추구"라는 문구가 포함되어 있다.

## 같이 보기
- 행복추구권